# B-världsmästerskapet i ishockey för herrar 1998
B-VM i ishockey 1998 spelades som en av fyra divisioner vid VM i ishockey 1998, som var det 62:a världsmästerskapet i ishockey, arrangerat av IIHF. Mästerskapet avgjordes i fyra divisioner som A-, B-, C- och D-VM. De fyra turneringarna avgjordes som följer:
A-VM i Zürich, Basel, Schweiz under perioden 1 – 17 maj 1998.
B-VM i Ljubljana och Jesenice, Slovenien under perioden 15 – 26 april 1998.
C-VM i Budapest, Székesfehérvár och Dunaújváros, Ungern under perioden 22 – 28 mars 1998.
D-VM i Krugersdorp och Pretoria, Sydafrika under perioden 27 mars – 2 april 1998.

## Spelordning
B-VM bestod av åtta lag som spelade i en turnering där alla mötte alla. De åtta lagen spelade om platser i kval för uppflyttning till A-VM 1999, samt för att undvika nedflyttning till C-VM 1999. 
Norge var dock direktkvalificerat till A-VM 1999 som arrangör.

## Spelresultat
| Datum         | Ort       | Match                     | Res. | Periodres.    |
| ------------- | --------- | ------------------------- | ---- | ------------- |
| 15 april 1998 | Jesenice  | Norge – Estland           | 1–2  | 0–0, 0–1, 1–1 |
| 15 april 1998 | Ljubljana | Polen – Slovenien         | 0–3  | 0–0, 0–2, 0–1 |
| 15 april 1998 | Jesenice  | Ukraina – Storbritannien  | 6–1  | 2–0, 1–0, 3–1 |
| 15 april 1998 | Ljubljana | Nederländerna – Danmark   | 0–1  | 0–0, 0–0, 0–1 |
| 16 april 1998 | Jesenice  | Nederländerna – Estland   | 2–4  | 2–3, 0–0, 0–1 |
| 16 april 1998 | Ljubljana | Storbritannien – Danmark  | 7–1  | 3–0, 2–1, 2–0 |
| 16 april 1998 | Jesenice  | Slovenien – Norge         | 4–3  | 1–2, 0–0, 3–1 |
| 16 april 1998 | Ljubljana | Ukraina – Polen           | 6–3  | 2–1, 3–0, 1–2 |
| 18 april 1998 | Jesenice  | Polen – Danmark           | 5–5  | 3–1, 1–2, 1–2 |
| 18 april 1998 | Ljubljana | Norge – Ukraina           | 2–5  | 0–1, 1–1, 1–3 |
| 18 april 1998 | Jesenice  | Slovenien – Nederländerna | 6–1  | 2–0, 3–0, 1–1 |
| 18 april 1998 | Ljubljana | Storbritannien – Estland  | 4–5  | 2–3, 2–2, 0–0 |
| 19 april 1998 | Jesenice  | Ukraina – Nederländerna   | 10–1 | 4–0, 4–0, 2–1 |
| 19 april 1998 | Ljubljana | Norge – Danmark           | 1–2  | 0–1, 1–1, 0–0 |

| Datum         | Ort       | Match                          | Res. | Periodres.    |
| ------------- | --------- | ------------------------------ | ---- | ------------- |
| 19 april 1998 | Jesenice  | Polen – Estland                | 3–0  | 3–0, 0–0, 0–0 |
| 19 april 1998 | Ljubljana | Slovenien – Storbritannien     | 5–3  | 2–2, 2–0, 1–1 |
| 21 april 1998 | Jesenice  | Danmark – Estland              | 3–3  | 1–0, 0–2, 2–1 |
| 21 april 1998 | Ljubljana | Polen – Storbritannien         | 3–4  | 0–4, 2–0, 1–0 |
| 21 april 1998 | Jesenice  | Slovenien – Ukraina            | 3–4  | 2–1, 0–2, 1–1 |
| 21 april 1998 | Ljubljana | Norge – Nederländerna          | 4–1  | 3–0, 0–1, 1–0 |
| 22 april 1998 | Jesenice  | Norge – Storbritannien         | 4–3  | 1–1, 2–2, 1–0 |
| 22 april 1998 | Ljubljana | Ukraina – Estland              | 3–1  | 0–0, 1–0, 2–1 |
| 22 april 1998 | Jesenice  | Slovenien – Danmark            | 4–4  | 2–2, 1–2, 1–0 |
| 22 april 1998 | Ljubljana | Polen – Nederländerna          | 5–4  | 3–1, 0–3, 2–0 |
| 24 april 1998 | Jesenice  | Storbritannien – Nederländerna | 10–3 | 1–1, 2–2, 7–0 |
| 24 april 1998 | Ljubljana | Ukraina – Danmark              | 4–2  | 2–0, 0–1, 2–1 |
| 24 april 1998 | Jesenice  | Norge – Polen                  | 6–2  | 1–0, 3–1, 2–1 |
| 24 april 1998 | Ljubljana | Slovenien – Estland            | 3–0  | 1–0, 2–0, 0–0 |

## Slutresultat
| B-VM 1998                                                                                                  | B-VM 1998      | Matcher | Vunna | Oavgj. | Förl. | Mål   | Poäng |
| --- | -------------- | ------- | ----- | ------ | ----- | ----- | ----- |
| 1. | Ukraina        | 7       | 7     | 0      | 0     | 38–13 | 14    |
| 2. | Slovenien      | 7       | 5     | 1      | 1     | 28–15 | 11    |
| 3. | Estland        | 7       | 3     | 1      | 3     | 15–19 | 7     |
| 4. | Danmark        | 7       | 3     | 1      | 3     | 18–24 | 7     |
| 5. | Norge          | 7       | 3     | 0      | 4     | 21–19 | 6     |
| 6. | Storbritannien | 7       | 3     | 0      | 4     | 32–27 | 6     |
| 7. | Polen          | 7       | 2     | 1      | 4     | 21–28 | 5     |
| 8. | Nederländerna  | 7       | 0     | 0      | 7     | 12–40 | 0     |
| Om två lag slutar på samma poängantal rankas lagen efter (1) resultat i inbördes möte och (2) målskillnad. |                |         |       |        |       |       |       |
Ukraina, Slovenien, Estland deltar i kvalifikationsspel inför A-VM 1999. Norge flyttas upp direkt till A-gruppen som arrangör av A-VM 1999.
Nederländerna flyttas ned i C-gruppen inför VM 1999 och ersätts av Ungern som vinnare av C-VM 1998.